# Савичи (Могилёвская область)
Савичи (бел. Савічы) — деревня в Телушском сельсовете Бобруйского района Могилёвской области Белоруссии, располагается на шоссе М5 Бобруйск-Жлобин. Недалеко находится одноимённая железнодорожная станция.

## История
Название населённого пункта происходит от имени Савва или производных от него прозвищ. Впервые упоминается в реестровых актах 1639 года как урочище Бобруйского староства Речицкого повета Великого княжества Литовского. С 1795 года находилась в Бобруйском повете Минской губернии. В первой половине XIX века — деревня в составе имения Вавуличи, собственность помещиков Воронцовых-Вельяминовых. Согласно переписи 1897 года — деревня Турковской волости Бобруйского повета. В то время там было 300 дворов, 291 житель, работала ветряная мельница. В июне 1917 года крестьяне деревни вместе пошли в соседнее имение Вавуличи, которое принадлежало П. А. Воронцову-Вельяминову, самовольно захватили и поделили между собой помещичью землю. В 1920 году в деревне создано сельскохозяйственное товарищество. В 1922-м присоединен большой участок бывшей помещичьей земли, на котором строили дома бывшие батраки. В 1924 году открыта рабочая школа 1-й ступени, в которой занимались 105 учеников. В 1925 году появилась библиотека. Согласно переписи 1926 года, Савичи — деревня, насчитывавшая 73 двора и 421 жителя. В 1930 году создан колхоз «Серп и молот», в 1931 году — промартель «Красный торфяник». Торф добывался в болоте, которое расположено рядом с автодорогой Жлобин-Бобруйск, недалеко от поворота на Дубовку. Во время Великой Отечественной войны здесь действовала подпольная антифашистская группа под руководством М. Ткача. На начало 1997 года в деревне насчитывалось 116 дворов и 226 жителей.
Сегодня здесь проживают 139 жителей, из них — 18 детей. В Савичах находится молочно-товарная ферма. В деревне три улицы — Социалистическая, Сосновая, Заречная.